# Eressa vespoides
Eressa vespoides är en fjärilsart som beskrevs av Rothschild. Eressa vespoides ingår i släktet Eressa och familjen björnspinnare. Inga underarter finns listade i Catalogue of Life.